# Michael Benjamin

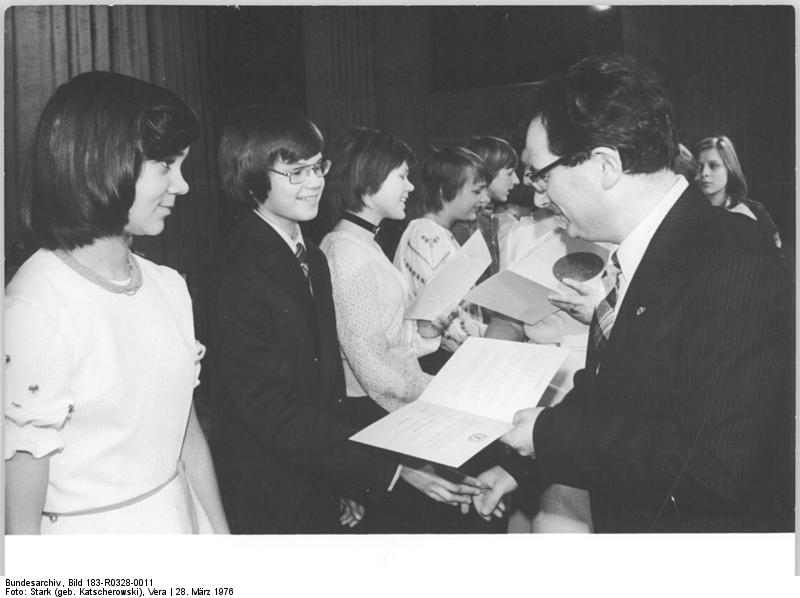
Michael Benjamin (rechts) 1976 bei einer Jugendweihe.

Michael Benjamin (* 27. Dezember 1932 in Berlin; † 7. August 2000 ebenda) war ein deutscher Rechtswissenschaftler. Er war der Sohn des Arztes und Widerstandskämpfers Georg Benjamin und der späteren Ministerin der Justiz der Deutschen Demokratischen Republik Hilde Benjamin und Neffe des Philosophen Walter Benjamin.

## Wirken
Nach seinem Jurastudium in Berlin und Leningrad arbeitete er an der Akademie für Rechts- und Staatswissenschaften der DDR in Potsdam. Dort erfolgte 1960 seine Promotion zum Dr. jur. mit der Arbeit „Der Ausschluß der strafrechtlichen Verantwortlichkeit wegen Geringfügigkeit der Handlung und aus Gründen, die in der Person des Täters liegen, als Mittel der Erziehung zum sozialistischen Staats- und Rechtsbewußtsein“ und 1966 schließlich die Habilitation mit der Arbeit „Die Aufgaben der Konfliktkommissionen bei der Beratung über Verletzungen der Strafgesetze“.

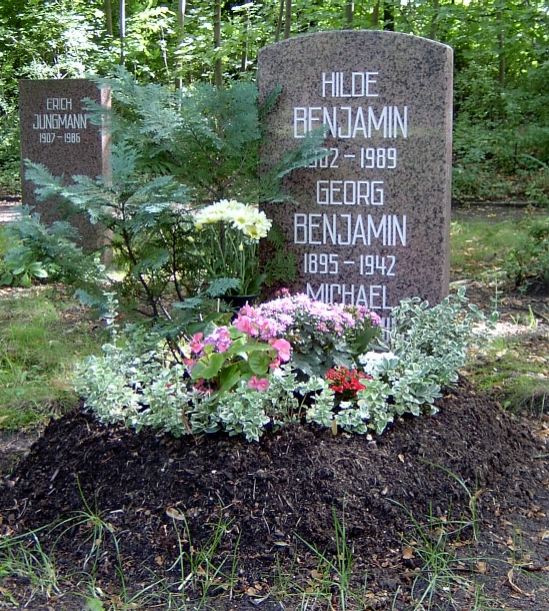
Grab auf dem Zentralfriedhof Friedrichsfelde

Daneben war er als Professor in Moskau tätig, wo er auch einige Jahre lebte. Nach seiner Rückkehr 1990 beteiligte er sich in der PDS am Aufbau der Kommunistischen Plattform, für die er in den folgenden Jahren als Vertreter in der Öffentlichkeit galt. Neben der Leitung des Parteirats der PDS übernahm er 1999 Aufgaben als Mitglied im Parteivorstand. 
1994 kandidierte er im Bundestagswahlkreis Berlin-Steglitz – Zehlendorf erfolglos für den Bundestag, bei der Wahl in Berlin 1999 war er Direktkandidat seiner Partei in Steglitz-Nord. Daneben war er als Autor und Publizist tätig.
1999 erregten seine Äußerungen über die Berliner Mauer Aufsehen. Benjamin erklärte: „Sie war eine völkerrechtlich zulässige, zum damaligen Zeitpunkt durch die Umstände erzwungene Maßnahme“. Gregor Gysi ging auf Distanz zu Benjamin und betonte, die Mauer habe die Menschenrechte verletzt und sei deswegen „antisozialistisch“ gewesen, Sprecher anderer Parteien zeigten sich über Benjamins Äußerungen entsetzt.
1973 erhielt er den Vaterländischen Verdienstorden in Bronze.
Seine Urne wurde in der Grabanlage Pergolenweg der  Gedenkstätte der Sozialisten auf dem Berliner Zentralfriedhof Friedrichsfelde beigesetzt.

## Schriften
- Der Ausschluss der strafrechtlichen Verantwortlichkeit bei geringfügigen Handlungen. Berlin 1962.
- Konfliktkommissionen, Strafrecht, Demokratie. Eine theoretische Untersuchung zur Stellung und zu den Aufgaben der Konfliktkommissionen nach der neuen Strafgesetzgebung der DDR. Berlin 1968.
- Der Mensch vor dem Schalter und der Mensch hinter dem Schalter. Eine kleine deutsche Verwaltungslehre. Baden-Baden 1993.
- Ostdeutsche Identität und sozialen Grundlagen. Gedanken über linke Politik. Schkeuditz 1996.
- Macht und Gewalt, Staat und Partei. Schkeuditz 1998.